# Nacistické experimentování na lidech
Nacistické experimenty na lidech byly série lékařských pokusů na mnoha vězních, a to především Židech (včetně židovských dětí) z celé Evropy, ale v některých případech i na Romech, sovětských válečných zajatcích a handicapovaných ne-židovských Němcích. Tyto pokusy byly prováděny nacistickým Německem v koncentračních táborech převážně na počátku 40. let během 2. světové války a holokaustu. Vězni byli k těmto experimentům donuceni. Obvykle byly důsledkem lékařského mučení smrt, zohyzdění nebo trvalé následky. V Osvětimi a jiných táborech byli vybraní vězni pod vedením Dr. Eduarda Wirthse vystaveni různě nebezpečným pokusům, které byly určeny na pomoc německým vojákům v bojových situacích, na vývoj nových zbraní, pomoc při zotavení vojenského personálu a na podporu rasové ideologie opírající se o nacistické Německo. Dr. Aribert Heim prováděl podobné pokusy v Mauthausenu. Carl Vaernet je známý prováděním pokusů na vězních homosexuálech ve snaze vyléčit homosexualitu. Odpor ke spáchaným zločinům vedl ke vzniku Norimberského zákoníku lékařské etiky.

## Pokusy
Podle obžalob u Norimberských soudů se jednalo o tyto druhy experimentů:

### Pokusy na dvojčatech

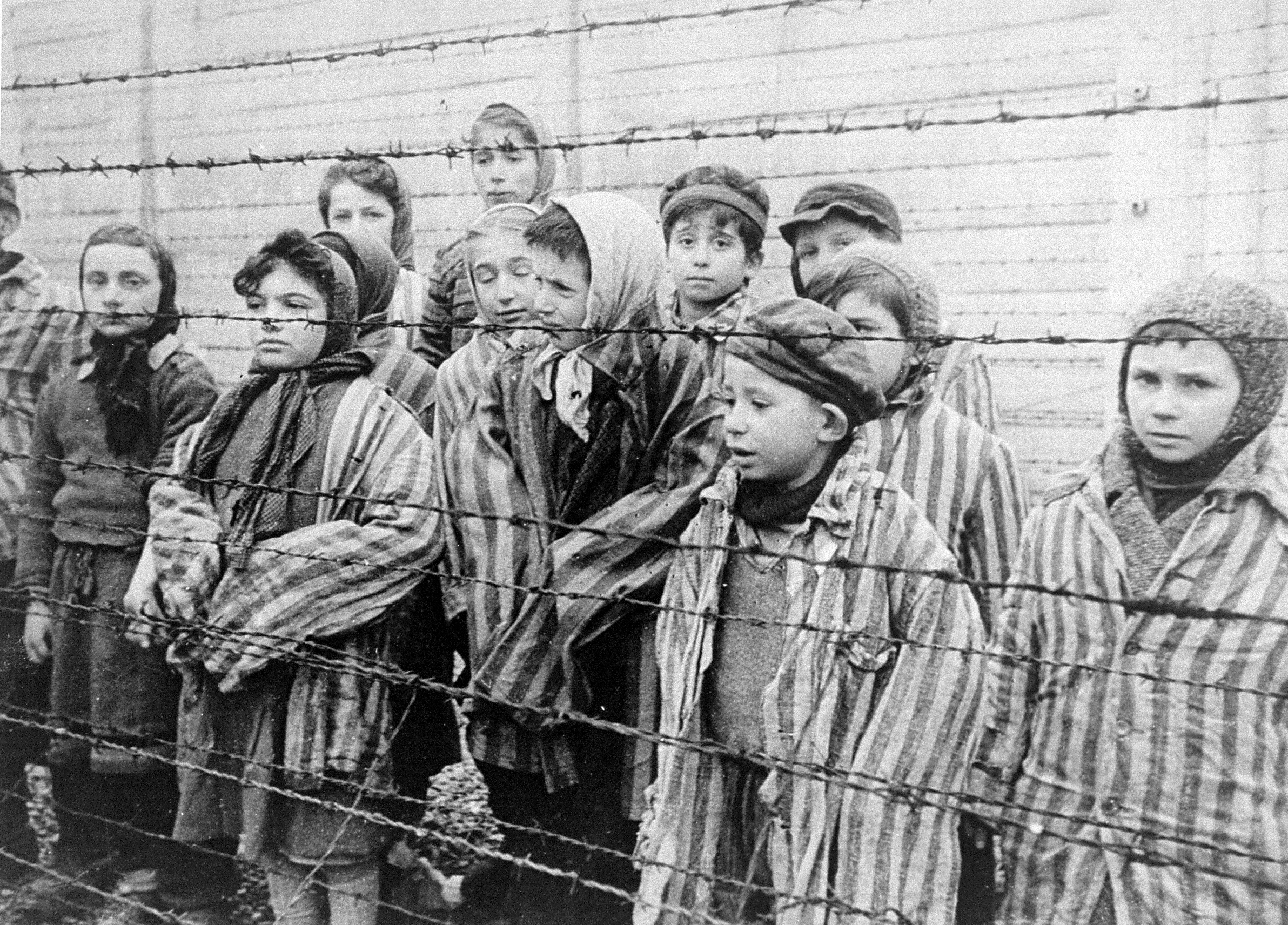
Děti určené k lékařským pokusům krátce po osvobození tábora Auschwitz

Pokusy na dětech dvojčatech byly prováděny proto, aby poukázaly na určité podobnosti a odlišnosti v genetice dvojčat. Hlavní představitel experimentů byl Josef Mengele, který od roku 1943–1944 provedl pokusy téměř na 1 500 párech vězněných dvojčat v Osvětimi. Asi 200 osob tyto studie přežilo. Na Mnichovské univerzitě studoval filosofii a lékařství se zaměřením na antropologii a paleontologii. Mengele uvedl: „Tento jednoduchý politický koncept (nacismus) se nakonec stal rozhodujícím faktorem v mém životě“. Mengelův nově získaný obdiv k „jednoduchému politickému konceptu“ ho vedl ke kombinování studia medicíny a politiky.
Získal doktorát za práci s názvem Rassenmorphologische Untersuchung des vorderen Unterkieferabschnitts bei vier rassischen Gruppen („Rasový morfologický výzkum přední sekce spodní čelisti u čtyř rasových skupin“), která ukázala, že lidská rasa může být identifikována podle tvaru čelisti. Nacisty Mengelova studie velice zaujala, a tak byl 30. května 1943 převezen do německého koncentračního tábora v Osvětimi, který se nacházel v okupovaném Polsku. Mengele nebyl jediným doktorem v Osvětimi a ani nebyl nejvyšším lékařem. Osvětim měl na starosti lékař kapitán SS Dr. Eduard Wirths. Mengele v táboře prováděl genetické pokusy na dvojčatech. Dvojčata byla uspořádána podle věku a pohlaví a během experimentů byla držena v kasárnách. Dvojčatům byly například do očí vpichovány injekce pro změnu barvy, a dokonce byla sešívána, aby vznikla siamská dvojčata.

### Pokusy transplantací kostí, svalů a nervů
Od září 1942 do prosince 1943 byly prováděny pokusy v koncentračním táboře Ravensbrück v zájmu německých ozbrojených sil. Šlo o studie kostí, svalů, regeneraci nervů a kostní transplantace z jedné osoby na druhou. Části kostí, svalů a nervů byly odstraňovány bez použití anestetik. V důsledku těchto operací trpěly oběti intenzivními bolestmi, zmrzačením a trvalou invaliditou.

### Pokusy poranění hlavy
V polovině roku 1942 v Baranavičy v Polsku byly pokusy prováděny v malé budově za soukromým domem důstojníka SS Dr. Wichtmannem. „Jedenáctiletý nebo dvanáctiletý kluk tam byl připoután k židli tak, že se nemohl hýbat. Nad ním bylo mechanizované kladivo, které po intervalu několika sekund dopadalo na jeho hlavu.“ Chlapec byl dohnán k šílenství.

### Pokusy zmrazení
V roce 1941 provádělo Luftwaffe pokusy se záměrem objevit prostředky na prevenci a léčbu podchlazení. Jedna studie nutila subjekty, aby vydržely v nádrži ledové vody až pět hodin.
| Číslo pokusu | Teplota vody | Teplota těla po vytáhnutí z vody | Teplota mrtvého těla | Čas strávený ve vodě | Čas smrti |
| ------------ | ------------ | -------------------------------- | -------------------- | -------------------- | --------- |
| 5            | 5.2 °C       | 27.7 °C                          | 27.7 °C              | 66'                  | 66'       |
| 13           | 6°           | 29.2°                            | 29.2°                | 80'                  | 87'       |
| 14           | 4°           | 27.8°                            | 27.5°                | 95'                  |           |
| 16           | 4°           | 28.7°                            | 26°                  | 60'                  | 74'       |
| 23           | 4.5°         | 27.8°                            | 25.7°                | 57'                  | 65'       |
| 25           | 4.5°         | 27.8°                            | 26.6°                | 51'                  | 65'       |
|              | 4.2°         | 26.7°                            | 25.9°                | 53'                  | 53'       |

Další studie umístila nahé vězně na několik hodin ven na vzduch o teplotě −6 °C. Kromě zkoumání fyzických jevů experimentátoři také vyhodnocovali různé metody znovu zahřátí přeživších.
Pokusy zmrazení/podchlazení byly prováděny pro nacistické vrchní velitelství k nasimulování podmínek, při kterých armády trpěly na Východní frontě. Německá armáda byla špatně připravena na tak chladné počasí. Mnoho experimentů bylo prováděno na zajatých ruských vojácích. Nacisty totiž zajímalo, jestli jim jejich genetika umožňuje větší odolnost proti mrazu. Hlavním dějištěm byly koncentrační tábory Dachau a Osvětim. Dr. Sigmund Rascher, lékař SS se sídlem v Dachau, podal zprávu přímo Heinrichu Himmlerovi a zveřejnil výsledky mrazivých experimentů v roce 1942 na lékařské konferenci "Medical Problems Arising from Sea and Winter" („Zdravotní problémy vzniklé z moře a zimy“). V důsledku těchto experimentů údajně zemřelo přibližně 100 lidí.

### Pokusy s malárií
Od února 1942 do dubna 1945 byly prováděny experimenty v koncentračním táboře Dachau k prověření očkování na léčbu malárie. Zdraví vězni byli infikováni komáry nebo injekcemi s výtažky mukózních žláz samiček komárů. Po nakažení byly na vězních testovány různé léky a zkoumána jejich účinnost. Na tyto pokusy bylo použito více než 1 000 lidí a více než polovina jich na následky zemřela.

### Pokusy s hořčičným plynem (Yperitem)
Od září 1939 do dubna 1945 bylo prováděno mnoho experimentů v koncentračních táborech v Sachsenhausenu, Natzweileru a dalších, aby se přišlo na nejúčinnější léčbu ran způsobených yperitem. Testované subjekty byly záměrně vystaveny hořčičnému plynu a dalším látkám (např. Lewisitu) a utrpěly tak vážné popáleniny. Rány obětí pak byly testovány, aby se přišlo na to, jak nejefektivněji popáleniny od hořčičného plynu zacelit.

### Pokusy se sulfonamidy
Od července 1942 do září 1943 byly prováděny experimenty se sulfonamidy (syntetickými antimikrobiálními látkami) v Ravensbrücku, aby se zjistila jejich účinnost. Poranění byla infikována bakteriemi, jako jsou Streptokok, Clostridium perfringens a Clostridium tetani. Oběh krve byl přerušen svázáním krevních cév na obou koncích rány, aby byl vytvořen stav podobný tomu na bojišti. Infekce byla léčena sulfonamidy a dalšími látkami, aby se prozkoumala jejich účinnost.

### Pokusy s mořskou vodou
Od července do září 1944 byly prováděny experimenty v koncentračním táboře Dachau. Zkoumali tam různé metody, jak přeměnit mořskou vodu na pitnou. Například 90 Romů trpělo nedostatkem potravy a dostávalo k pití jen mořskou vodu od Dr. Hanse Eppingera. Byli tak dehydrovaní, že olizovali čerstvě setřené podlahy, aby se dostali k pitné vodě.

### Pokusy se sterilizací
Zákon o prevenci geneticky vadných potomků byl schválen 14. července 1933. Zlegalizoval nedobrovolnou sterilizaci osob s onemocněním, které bylo dědičné: schizofrenie, alkoholová závislost, šílenství, slepota, hluchota a fyzické deformace. Do dvou let bylo sterilizováno 1 % obyvatel mezi 17–24 lety. Do 4 let bylo sterilizováno 300 000 pacientů. Od března 1941 do ledna 1945 byly prováděny pokusy se sterilizací v Osvětimi, Ravensbrücku i na dalších místech Dr. Carlem Claubergem.
Cílem experimentů bylo vyvinout takovou metodu sterilizace, která by mohla být použita ke sterilizaci miliónů lidí a zabrala by minimum času a úsilí. Pokusy byly prováděny pomocí rentgenového záření, chirurgie a různých léků. Byly sterilizovány miliony obětí. Kromě těchto pokusů sterilizovala nacistická vláda 400 000 lidí v rámci svého programu nucené sterilizace. Nitroděložní injekce, o kterých se spekulovalo, že obsahují jód a dusičnan stříbrný, byly úspěšné, avšak měly nežádoucí účinky, jako bylo krvácení z pochvy, silné bolesti břicha a rakovina děložního čípku. Oblíbenou volbou sterilizace se tedy stala radiační léčba. V důsledku určitého množství ozáření nebyl člověk schopný vyprodukovat vajíčka nebo spermie. Záření bylo prováděno prostřednictvím podvodu. Vězni byli přivedeni do místnosti, kde vyplnili formuláře, což trvalo asi 2–3 minuty. Během té doby byla podávána „radiační léčba“, a tak byli vězni zcela neplodní, aniž by o tom věděli. Mnoho jich utrpělo těžké popáleniny.

### Pokusy s jedy
Od prosince 1943 do října 1944 byly prováděny pokusy s jedy v koncentračním táboře Buchenwald, aby se prozkoumala působnost různých jedů. Tyto jedy byly tajně podávány pokusným lidem v potravě. Oběti zemřely v důsledku otravy, nebo byly okamžitě zabity a podrobeny pitvě. V září 1944 byly stříleny jedovatými náboji, trpěli a často zemřeli.

### Pokusy se zápalnými bombami
Asi od listopadu 1943 do ledna 1944 byly prováděny pokusy v koncentračním táboře Buchenwald, aby se otestoval vliv různých farmaceutických přípravků na popáleniny fosforem. Tyto popáleniny byly způsobeny vězňům fosforem ze zápalných bomb.

### Výškové pokusy
Počátkem roku 1942 byli použiti vězni v koncentračním táboře Dachau Sigmundem Rascherem k experimentům, které měly pomoc německým pilotům, kteří se museli katapultovat ve vysokých nadmořských výškách. Nízkotlaká komora obsahující tyto vězně byla použita k simulaci podmínek v nadmořských výškách až 20 000 m. Říkalo se, že Rascher prováděl vivisekce na mozcích obětí, které přežily počáteční experiment. 80 z 200 lidí zemřelo přímo a ostatní byli popraveni.

### Pokusy s podpůrnými drogami
Koncem války byly testovány směsi různých drog, které měly způsobit vojákům nadměrnou výkonnost, nepotřebu spánku a dlouhodobé soustředění. Tyto směsi byly testovány na vězních z koncentračních táborů. Po slibu propuštění byli vybráni dobrovolníci, kterým byla konkrétní směs podána. Následně dostali těžký batoh a na improvizované zátěžové dráze měli chodit stále dokola. 
Jednotlivé směsi byly označeny římskými číslicemi I - X. Nejlépe fungovala směs číslo IX, jak si zapsal Theodor Morell, osobní lékař Adolfa Hitlera. Byla to směs pervitinu, kokainu a silných tlumičů bolesti. 
Většina vězňů zvládla pochodovat alespoň 24 hodin. Nicméně dle Morellových zápisků jeden mladý zdravý vězeň zvládnul pochodovat až 48 hodin. 
Vězni se po konci testu zpravidla zhroutili a spaly dlouhé hodiny. Ale po probuzení neměli žádná poškození a dokonce několika z nich se látka IX tak zalíbila, že se dobrovolně hlásili k druhému pokusu.
Podrobné záznamy kdy a kde došlo k použití látky IX na frontě nejsou dochované. Nicméně existují výpovědi sovětských vojáků, že v závěru války se setkávali s pološílenými nacistickými vojáky, kteří necítili zranění. Například v bitvě u Slivice již po podepsání kapitulace sovětští vojáci hlásili, že měli problém Němce zabít. Že fungovala jen přesná rána do hlavy. Dokonce vyprávěli, že někteří vojáci i s mnohačetnými zraněními se nevzdávali a stále se snažili bojovat v jakési extázi.

## Následky
Spousta lidí zemřela následkem nacistických experimentů, zatímco mnoho jiných bylo po pokusech zavražděno kvůli pitvě. Ti, co přežili, byli často znetvořeni, trpěli trvalou invaliditou, slabými těly a orgány a byli psychicky rozrušeni. 19. srpna 1947 byli lékaři chycení spojeneckými silami postaveni před soud v procesu USA vs. Karl Brandt et al., který je známý jako Proces lékařů. U soudu se několik lékařů bránilo, že neexistuje žádné mezinárodní právo týkající se zdravotního experimentování.
Otázka informovaného souhlasu byla dříve v německé medicíně v roce 1900 sporná, kdy Dr. Albert Neisser infikoval pacienty (hlavně prostitutky) syfilidou bez jejich vědomí. Přes Neisserovu podporu z většiny akademické obce bylo veřejné mínění řízené psychiatrem Albertem Mollem proti Neisserovi. Zatímco měl být Neisser pokutován královským disciplinárním soudem, Moll vyvinul „právně založenou pozitivistickou teorii vztahu pacient-doktor“, která však nebyla německým právním řádem přijata. Nakonec ministr pro náboženské, vzdělávací a lékařské záležitosti vydal směrnici, že lékařské zákroky jiné než pro diagnózu, léčení a imunizaci byly vyloučeny, a to za okolností pokud byl člověk nezletilý nebo neměl pravomoc z jiných důvodů, nebo pokud člověk nedal svůj jednoznačný souhlas po jasném vysvětlení možných negativních následků po zásahu. Nebylo to však právně závazné.
Dr. Leo Alexander a Dr. Andrew Conway Ivy vypracovali desetibodové memorandum s názvem Permissible Medical Experiment („Přípustný lékařský experiment“), které se stalo známé jako Norimberský zákoník. Sbírka zákonů požaduje taková kriteria jako dobrovolný souhlas pacientů, zamezení zbytečné bolesti a utrpení, přesvědčení, že zákrok neskončí smrtí nebo postižením. Zákoník nebyl citovaný proti žádnému obviněnému a nikdy se nedostal do německých ani amerických lékařských pravidel.

### Moderní etické otázky
Využití poznatků z nacistického výzkumu, například o účinnosti fosgenového plynu, se ukázalo být jako sporné a představuje etické dilema pro moderní lékaře, kteří nesouhlasí s metodami, díky nimž byla tato data získána. Podobná diskuze vznikla s použitím výsledků z testování biologických zbraní Jednotkou 731 Japonské císařské armády. Nicméně výsledky z Jednotky 731 USA utajovalo až do té doby, než doktorům byla udělena milost.